# Eduard Karcher
Caspar Heinrich Eduard Richard Karcher (* 26. Februar 1818 in Saarbrücken; † 11. April 1895 ebenda) war ein deutscher Unternehmer, Politiker, Besitzer des Eisenwerks Karcher und Westermann in Ars an der Mosel und Gutsbesitzer.

## Leben
Eduard Karcher war der älteste Sohn des Saarbrücker Kommerzienrats und Kaufmanns Philipp Heinrich Karcher (* 20. Mai 1776 in Saarbrücken; † 21. Mai 1850 ebende) aus dessen Ehe mit Maria Carolina geborene Böcking (* 31. Januar 1790 in Trabach; † 30. Juli 1842 in Saarbrücken).
Karcher besaß den Forbacherhof bei Neunkirchen (Saar), den er von 1850 bis zu seinem Tod führte. Karcher war 1843 an der Gründung der Cristallerie Wadgassen mit Nicolas Villeroy und Jean-François Boch beteiligt. Weiter beteiligte er sich in Metz an der Farbwarenfirma Karcher und Westermann, die 1847 eine Blechwarenfabrik in Ars an der Mosel gründete. Das Unternehmen wurde seit 1853 zu einer Eisenhütte mit eigenen Erzgruben, einem Puddelstahlwerk, Eisengießerei und Drahtzieherei ausgebaut. Später geriet die Eisenhütte in Zahlungsschwierigkeiten und Karcher meldete 1888 Konkurs an.
Karcher war 1848/49 Kommandant eines Bürgerwehr-Bataillons in Saarbrücken. 1857 trat er dem Verein Deutscher Ingenieure (VDI) und dem Pfalz-Saarbrücker Bezirksverein des VDI bei. 1859 wirkte er an der Gründung des Nationalvereins in Saarbrücken mit und wurde im gleichen Jahr im Wahlkreis Ottweiler für die Deutsche Fortschrittspartei in das Preußische Abgeordnetenhaus gewählt und stand in strikter Opposition zur Politik Otto von Bismarcks. Von 1879 bis 1883 war er Abgeordneter im Provinziallandtag der Rheinprovinz für den Stand der Landgemeinden der Kreise Saarbrücken, Ottweiler und St. Wendel, war aber 1879 und 1883 verhindert, so dass er nur 1881 und 1882 am Landtag teilnahm. 1865 wurde er Mitglied des Ottweiler Kreistags.
1862/63 gehörte Karcher zu den treibenden Kräften bei der Errichtung der Handelskammer zu Saarbrücken. Die ihm angetragene Präsidentschaft lehnte er 1864 zugunsten Ferdinand Schlachters ab. 1871 schied er aus der Handelskammer aus, legte 1875 den Vorsitz der Freimaurerloge Zur Stärke und Schönheit in Saarbrücken nieder und lebte später meist auf seinem Gut Forbacherhof.
Aus der ersten, am 8. Februar 1845 geschlossenen, Ehe von Eduard Karcher mit Elise Natalie Korn (* 17. Februar 1827 in Saarbrücken; † 31. Dezember 1851 ebenda) entstammten der Sohn und Nachfolger Paul Karcher und drei Töchter, aus der zweiten 1856 geschlossenen Ehe mit der Tochter des Unternehmers und Politikers Franz Daniel Hölterhoff (1798–1842), Eleonora Catharina Carolina Hölterhoff (* 4. Februar 1830 in Köln; † 9. Oktober 1910 auf einer Reise in die Schweiz) eine Tochter.